# 丁繼嗣
丁繼嗣（1545年—1623年），字国云，号禹门，浙江鄞县（今宁波市）人。中國明朝官員。

## 生平
萬曆四年丙子科浙江鄉試第七十七名，萬曆八年庚辰科会试第二百四十七名，未殿试，十一年（1583年）癸未科登二甲第五十一名進士。礼部觀政，十三年授刑部主事，十七年升员外郎，二十年改任兵部员外郎，本年七月升为河南佥事颍州兵备道，改湖廣僉事，二十四年正月升本省兵备参议。二十五年起补江西湖西参议，二十六年五月升江西副使，二十九年升參政，三十一年四月升廣東按察使，三十三年九月改江西按察使，三十五年七月升江西右布政，三十八年正月升福建左布政，三十九年八月官至都察院右副都御史、提督军务巡抚福建地方。四十一年因病回籍調理。著有《苍蛇馆集》。

## 家族
曾祖丁欽；祖父丁聞義；父丁仲繡。母陳氏；繼母徐氏。